# John Russell, 4. Duke of Bedford

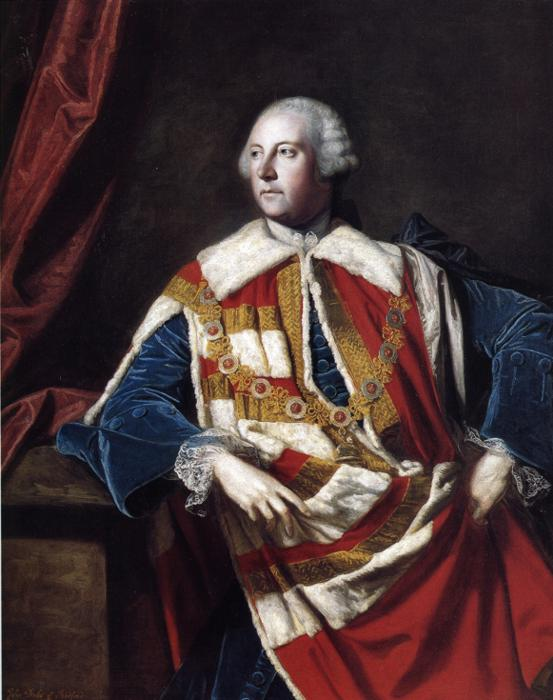
John Russell 4. Duke of Bedford

John Russell, 4. Duke of Bedford KG, PC, FRS (* 30. Oktober 1710 in Streatham; † 15. November 1771 in Woburn, Bedfordshire) war ein britischer Adliger und Politiker.

## Leben
Er war der jüngste Sohn des Wriothesley Russell, 2. Duke of Bedford, und dessen Gemahlin Elizabeth Howland, Erbtochter des John Howland, Gutsherr von Streatham in Surrey. Als jüngerer Sohn eines Dukes führte er seit Geburt die Höflichkeitsanrede „Lord“ John Russell. Als 1732 sein älterer Bruder Wriothesley Russell, 3. Duke of Bedford, kinderlos starb, erbte er dessen Adelstitel als Duke of Bedford und wurde dadurch Mitglied des House of Lords. 1742 wurde er als Fellow in die Royal Society und 1749 als Knight Companion in den Hosenbandorden aufgenommen.
Anlässlich des Jakobitenaufstands von 1745 rüstete er auf eigene Kosten ein Infanterieregiment, das 68th Regiment of Foot oder Duke Bedford’s Regiment, aus, das er persönlich als Colonel anführte. Das Regiment traf erst kurz nach der entscheidenden Schlacht bei Culloden in Schottland ein und wurde Ende 1746 vorerst wieder aufgelöst. 1758 wurde er Colonel der East Devon Militia und 1755 zum Major-General und 1759 zum Lieutenant-General befördert.
Als britischer Staatsmann war er einer der prominentesten Gegner des Premierministers Robert Walpole. Unter dem Premierminister Henry Pelham war er von Dezember 1744 bis Februar 1748 Erster Lord der Admiralität und wurde im Dezember 1744 Mitglied des Privy Council. Von Mai bis August 1745 hatte er auch das Amt eines Lord Justice of the Realm inne. Von 1745 bis 1771 war er Lord Lieutenant von Bedfordshire, von 1751 bis 1771 Lord Lieutenant von Devon sowie von 1756 bis 1761 auch Lord Lieutenant of Ireland. Bei der Krönung König Georgs III. fungierte er 1761 als Lord High Constable. Von 1761 bis 1763 war er zudem Lordsiegelbewahrer (1761–1763). Von 1762 bis 1763 war er britischer Botschafter in Frankreich, wo er bei den Verhandlungen zur Beendigung des Siebenjährigen Krieges eine entscheidende Rolle spielte. Von 1763 bis 1765 war er Lord President of the Council. Von 1765 bis 1771 war er auch Kanzler der Universität Dublin.

## Ehen und Nachkommen
1731 heiratete er in erster Ehe Lady Diana Spencer (1710–1735), Tochter des Charles Spencer, 3. Earl of Sunderland, die ihm ein bedeutendes Vermögen einbrachte. Mit ihr hatte er einen Sohn, der jedoch noch am Tag seiner Geburt starb:
- John Russell, Marquess of Tavistock (*/† 1732).

1737 heiratete er in zweiter Ehe Lady Gertrude Leveson-Gower (1715–1794), Tochter des John Leveson-Gower, 1. Earl Gower. Mit ihr hatte er zwei weitere Kinder:
- Francis Russell, Marquess of Tavistock (1738–1767), MP, ⚭ 1764 Lady Elizabeth Keppel (1739–1768), Tochter des William Keppel, 2. Earl of Albemarle;
- Lady Caroline Russell (1743–1811) ⚭ 1762 George Spencer, 4. Duke of Marlborough.

Da er seinen Sohn Francis überlebte, fielen seine Adelstitel 1771 an dessen ältesten Sohn Francis Russell (1765–1802) als 5. Duke of Bedford.

## Ehrungen
Nach ihm sind der Ort Bedford in Nova Scotia sowie die Countys Bedford County in Pennsylvania und Bedford County in Virginia benannt.